# Arachniodes × kurosawae
Arachniodes × kurosawae là một loài dương xỉ trong họ Dryopteridaceae. Loài này được Shimura & Sa.Kurata mô tả khoa học đầu tiên năm 1968.